# Abrochia

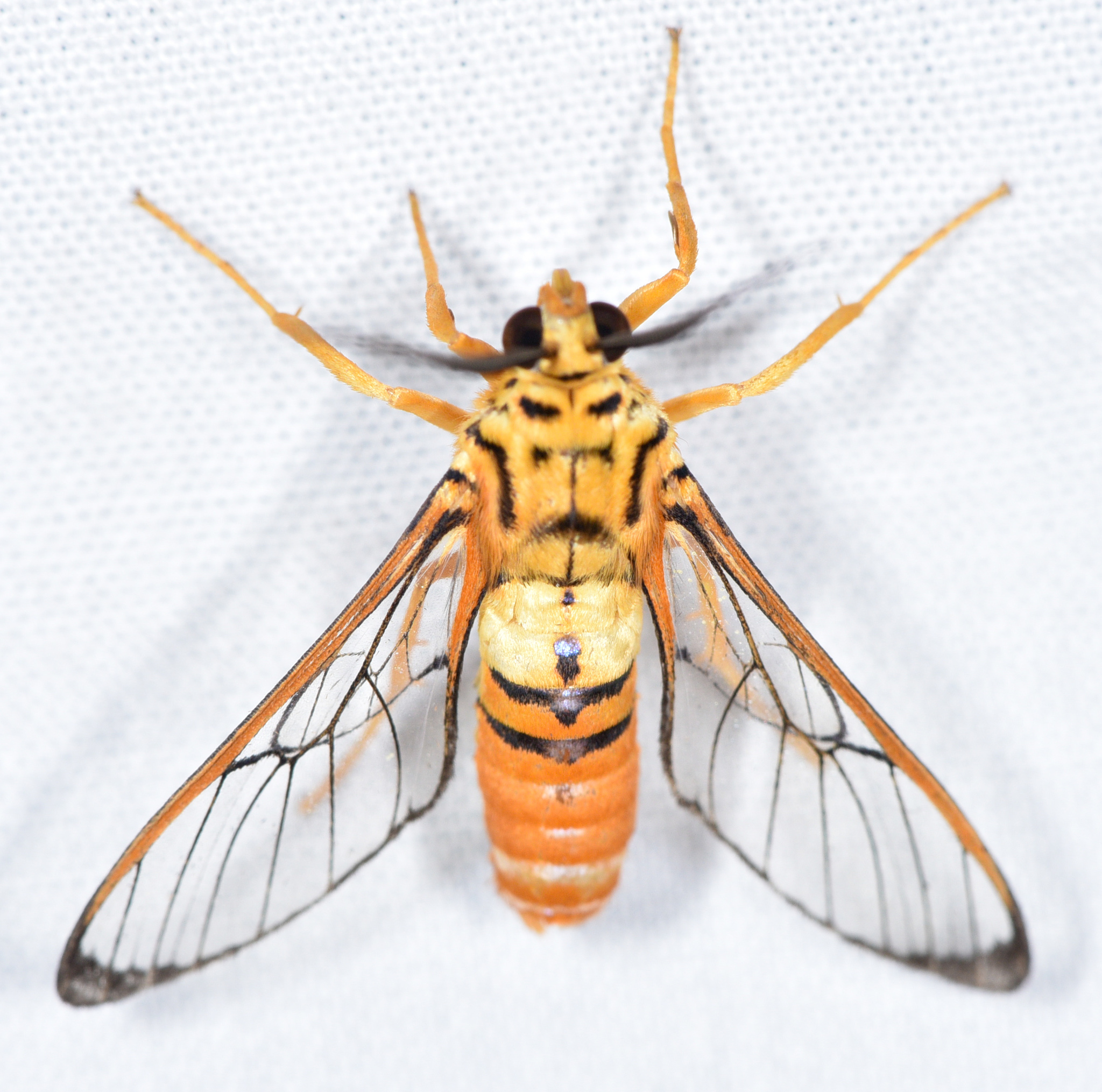
Abrochia fulvisphex

Abrochia is een geslacht van vlinders van de familie spinneruilen (Erebidae).

## Soorten
- A. aequalis Walker, 1864
- A. analis Gaede, 1926
- A. atridorsata Hampson, 1909
- A. augusta Druce, 1884
- A. aurantivena Hampson
- A. caurensis Klages
- A. consobrina Walker, 1856
- A. cosmosomoides Rothschild, 1911
- A. discoplaga Schaus, 1905
- A. dycladioides Heyl., 1890
- A. eumenoides Gaede, 1926
- A. faveria Druce, 1896
- A. fulvisphex Druce, 1898
- A. humilis Herrich-Schäffer, 1854
- A. igniceps Draudt, 1915
- A. leovazquezae Ruiz & Sarabia, 1986
- A. mellina Herrich-Schäffer, 1855
- A. mellita Schaus, 1911
- A. moza Druce, 1896
- A. munda Walker, 1856
- A. nivaca Jones
- A. pelopia Druce, 1897
- A. postica Walker, 1854
- A. sanguiceps Druce, 1898
- A. sanguitarsia Hampson, 1898
- A. singularis Walker, 1854
- A. sodalis Draudt, 1915
- A. spitzi Zerny, 1931
- A. tetrazona Hampson, 1898
- A. variegata Kaye, 1911
- A. zethus Hübner, 1827